# Rudolf Benkendorff
Rudolf Benkendorff (* 5. August 1890 in Hamburg; † 4. August 1973 ebenda) war ein deutscher Meteorologe in der Luftwaffe der Wehrmacht und später Präsident des Deutschen Wetterdienstes.

## Leben
Benkendorff nahm im Jahre 1908 ein Studium der Staatswissenschaften an der Universität Heidelberg auf, das er ab 1910 an der Universität in Kiel fortsetzte. Am 23. Juni 1913 graduierte er als Dr. rer. pol. und wurde ein Jahr später, bei Beginn des Ersten Weltkrieges, im Heer als Infanterist eingesetzt. Nachdem er bei Kriegsende verwundet worden war und einen Monat im Lazarett verbracht hatte, arbeitete er ab 1919 als Meteorologe. Am 1. April 1933 wechselte er als Oberregierungsrat ins Reichsluftfahrtministerium und leitete dort die Abteilung Flugwetterdienst des Reichsamtes für Flugsicherung bzw. für den Wetterdienst, ab dem 15. Oktober 1934 übte er dann das Amt eines Leiters der Abteilung Wetterdienst im Luftkreis-Kommando VI (See) in Kiel aus. Am 28. Dezember 1937 beantragte er die Aufnahme in die NSDAP und wurde rückwirkend zum 1. Mai desselben Jahres aufgenommen (Mitgliedsnummer 5.825.472). Im Sommer 1939 übernahm er das Amt des Chefmeteorologen der Luftflotte 2, das er bis zum 25. Juni 1943 innehatte. Während dieser Zeit, war die Luftwaffe am Westfeldzug, an der Luftschlacht um England und am Deutsch-Sowjetischen Krieg beteiligt. In dieser Zeit wurde er zum Regierungsdirektor (1. April 1940) und zum Oberstmeteorologen (7. Januar 1941) befördert. Am 25. Juni 1943 stieg er zum Chef des Wetterdienstes im Oberkommando der Luftwaffe auf und wurde am 1. November 1944 zum  Ministerialdirigenten befördert. Am 9. Mai 1945, nach der bedingungslosen Kapitulation der Wehrmacht, geriet er nahe Zell am See in alliierte Kriegsgefangenschaft, aus der er am 5. Dezember 1945 entlassen wurde.
Von Februar 1953 bis 1955 war er Präsident des neugegründeten Deutschen Wetterdienstes.